# An essay on the state of England in relation to its trade, its poor, and its taxes, for carrying on the present war against France
An essay on the state of England in relation to its trade, its poor, and its taxes, for carrying on the present war against France è un saggio scritto da John Cary, pubblicato per la prima volta nel 1695 da W. Bonny per l'autore.

## Tema
Nel 1694, dopo che la sua nave Samuell and George fu catturata dai francesi sulla rotta per Antigua, Cary scrisse il saggio sul commercio della Gran Bretagna nel quale affrontò i principali problemi riguardanti i panflettisti dell’economia di Williamite; il principale tra questi fu l’interrogativo su come dovesse essere organizzata la struttura dell’economia dell’impero. Approfondì inoltre il problema di come dovesse essere organizzato e incoraggiato il commercio e affrontò argomenti come la povertà, il vagabondaggio e come gli apparati produttivi inglesi dovessero mobilizzare al meglio gli elementi inattivi della loro forza lavoro; i suoi ragionamenti riguardo alla salvaguardia dell’economia imperiale contro le manifatture irlandesi furono invocate come fonte di ispirazione per un nuovo ed intensificato dibattito riguardante la sovranità dell’isola. Il contesto in cui Cary scrisse il Saggio fu la Guerra dei Nove Anni (1688-1697). Nonostante Charles II e James II avessero mostrato indifferenza nei confronti dell’espansionismo francese nel XVII secolo e si fossero opposti attivamente con sforzi del ministero allo sviluppo di un sentimento popolare francofobico, il regno protestante di William e Mary fece del patriottismo aggressivo un principio cardine dell’identità nazionale inglese. L’Inghilterra entrò in guerra contro Versailles anche per ostacolare il supporto francese per la causa giacobita del reinserimento al trono di James II. La guerra continentale fu presumibilmente finanziata per contenere l’espansionismo francese di Luigi XIV e fare in modo che la bilancia dei poteri europea diventasse velocemente globale quando l’Inghilterra avesse rotto la sua neutralità in seguito all’incoronazione di William III, protraendosi per domini secolari e spirituali dal subcontinente indiano attraverso l’Europa fino alle Americhe. Dalle campagne belliche dell’estate del 1695 tutte le fazioni ne uscirono finanziariamente esauste a causa di una costosa guerra di manovre militari, e la perdita dell’industria inglese a causa della competizione estera non fu una “fantasia chimerica”, ma un chiaro e presente pericolo. Molti avevano paura che le misure necessarie a finanziare una resistenza prolungata, specialmente il debito pubblico, avrebbero esaurito le finanze del paese  e la futura capacità di reperire risorse e salari per la guerra. Dal momento che “l’arte di guerra” era stata “ridotta al denaro”, l’economista politico Davenant del partito Tory avvertì che le ostilità non sarebbero finite né per mancanza di odio, né di uomini né di denaro. Avendo egli stesso perso una nave a causa dei francesi, Cary fece affidamento su coloro che non avessero semplicemente osservato ma avessero avuto un’esperienza diretta su come la guerra stremasse i nervi e le energie del Tesoro inglese  e presentò il  Saggio come guida per superare questi ostacoli. Per molti perdere il dominio sul mercato tessile mondiale avrebbe messo a repentaglio l’eredità della “Gloriosa Rivoluzione”. Questi elevati interessi erano tutti molto chiari anche a John Cary il quale, in concomitanza, argomentò che non solo l’Inghilterra bensì l’interesse protestante in Europa dipendessero dal suo risultato. Alla fine i tessitori di Wolverhampton erano l’ultima linea di difesa contro quello che Cary chiamava “il tagliagole papale” proveniente dal continente europeo, baluardi contro religioni ostili, paradigmi politici e beni manifatturieri. “Se il commercio fosse abbastanza sicuro”, assicurava ai suoi lettori, “la guerra non avrebbe molto peso”. In ultima istanza, il Saggio era “un’anatomia del commercio dell’Inghilterra sezionato per scoprire i suoi punti di forza”, svelava quindi i principi del suo funzionamento. Il paragrafo d’apertura del Saggio sottolinea l’importanza di un commercio prosperoso per difendere la sicurezza della religione, libertà e proprietà. Cary descrisse non solo come il commercio avesse cambiato l’Inghilterra e le possibilità che offriva ma anche le misure necessarie ad incoraggiarlo, difenderlo e calibrarlo per mantenere una coerenza culturale, un vero spirito inglese,  per fronteggiare le fluttuazioni della società commerciale. La corrispondenza di Cary con Locke mostra come egli si sentisse in dovere di codificare e descrivere  le sue esperienze per il bene pubblico; Locke in persona riguardo al Saggio scrisse: “è il miglior trattato sull’argomento che io abbia mai letto”.  La formazione pratica ed intellettuale di Cary lo portò a non interessarsi mai a salute, guerra e potere facendo ricorso al canone classico della filosofia politica; mentre molti contemporanei impararono a contrapporsi a Luigi XIV e al suo concetto di “monarchia universale”, Cary mise soltanto in guardia le persone contro i re alla ricerca di un potere illimitato. Secondo l’autore britannico, mancanza di erudizione non è sinonimo di una mancanza di struttura, per questo motivo sviluppò il saggio in modo sistematico, esplorando un numero di tassonomie spesso partizionate in descrizioni e prescrizioni. L’opera consiste in tre sezioni principali riguardanti argomenti generici suddivisi in ulteriori paragrafi. Le prime pagine presentano il commercio interno ed esterno nel quale quello interno consisteva in tre parti, “Buying and Selling”, “Husbandry”, “Manufactures”. Il Saggio è un encomio al lavoro, all’industria e alle manifatture in allineamento con la politica economica del partito Whig delle rivoluzioni del 1688-1689. I profitti del paese derivavano  dalle manifatture e dai  prodotti interni fino ad arrivare alla pesca, all’agricoltura e all’allevamento. Contava poco che le risorse si trovassero nelle terre di qualcuno, quello che contava, l’esperienza glielo insegnò, era un’esportazione competitiva di un lavoro più sofisticato, una visione economica del mondo che contribuisse a una competizione internazionale piuttosto che a una cooperazione, egemonia e armonia. L’approccio di Cary non era senza precedenti ma segnò un cambiamento radicale nella natura del discorso economico comparato al suo più famoso periodo nei primi anni del XVII secolo. In linea con l’insistenza di Francis Bacon sull’osservazione e sull’esperienza come significato di una conoscenza fattuale crescente, i mercanti- autori di pamphlet del tempo mostrarono chiaramente come la loro familiarità col commercio fosse una fonte sfruttabile di autorità negli affari economici. Tuttavia, dal momento che una relativa libertà di stampa consentì agli uomini inglesi di commentare riguardo ai problemi relativi a controversie politiche, i contemporanei realizzarono presto che i mercanti disegnarono ampiamente differenti conclusioni dalle loro esperienze in quasi tutti i commerci. Lo scopo di Cary nel presentare un’analisi completa del commercio inglese può essere solamente capita alla luce della sua paura dell’essere ricordato come un mero propagandista per qualche specifico commercio.